# Térstatisztika
A térstatisztika (térségi statisztika) a környezet tanulmányozásának azon statisztika módszereit foglalja magában, amelyek segítségével a kutatásokat, vizsgálatokat egy meghatározott térre (térségre) korlátozzák, és ezt a matematikai tértudományok (topológia, geometria) vagy a földrajztudomány kvantitatív módszereinek segítségével végzik. A térstatisztika új tudományterület. Általánosságban a matematikai statisztika és valószínűségszámítás analitikus módszereit terjeszti ki a legkülönbözőbb tudományterületekre, ahol „tér és út” algoritmusokkal lehet leírni a struktúrákat. (Klasszikusan ilyenek a csillagászat, a geológia stb.)
Szűkebb értelemben gyakran használják a geostatisztika szinonimájaként is. A geostatisztika a földrajzi, a geográfiai és a geológiai adatokhoz kapcsolt statisztikai kutatásokat jelenti. Ennek a területnek a rendkívül gyors fejlődését a földrajzi információs rendszerek (GIS) és a hozzájuk kapcsolt adatbázisok hihetetlen gyors térnyerése alapozta meg. Emellett ezer szállal kapcsolódik más műszaki tudományterületekhez is, mint például a kartográfia, a számítógépes alakfelismerés stb.
A térstatisztika fogalomköre napjainkban még nem kristályosodott ki. A kutatásokban nehéz megkülönböztetni a tér és a terület fogalmát, valamit a kutatások tárgyát képező egységeket. Például a foglalkoztatás területén végzett térstatisztikai kutatásokban a vizsgálati tér lehet a vizsgálatba bevont személyek lakóhelye, de lehet a vizsgálatba bevont személyek munkahelyének a helyszíne is, vagy lehetnek a vizsgálat tárgyai a naponta, a hetente ingázók által használt útvonalak is. Bármelyiket is választják ki, az közvetlen hatással van a módszerekre, az analízisre és természetesen a vizsgálat eredményére, a levonható következtetésekre.
A térstatisztika matematikai és statisztikai módszerei kidolgozás alatt vannak, azonban ezt nehézzé teszi a vizsgált területek sokrétűsége. Az informatikai hátteret biztosító adatbázis-kezelő rendszerek, a GIS és az adatbányászat sem rendelkezik még konkrétan térstatisztikai vizsgálatokra kidolgozott speciális megoldásokkal.

## Kialakulása
A térstatisztika a térképészet és a különböző megfigyelések együttes alkalmazásának ötletéből alakult ki. Több tudományág művelőiben felmerült az igény, hogy helyi megfigyeléseiket elhelyezzék a térképen. Biológiai, etológiai, ökológiai és epidemiológiai kutatásokban gyakran használtak és használnak ma is térképi ábrázolást a megfigyeléseik kiterjedésének, változásának vizualizálására illetve dokumentálására. Legismertebb dr. John Snow  térképe az 1854-es londoni kolerajárvány vizsgálatával kapcsolatosan. Dr. Snow térképen rögzítette a megbetegedéseket.
A térstatisztika mint a statisztika új területe a 20. század végén alakult önálló területté. Gyökeres változást a földrajzi információs rendszerek (GIS) megjelenése és elterjedése hozott. A geográfiai információs rendszerek modern szoftverekkel és vizsgálati módszerekkel soha nem látott mennyiségű, földrajzilag meghatározott statisztikai információ feldolgozását teszik lehetővé. A távérzékelési rendszerek, a távadat-feldolgozás alakfelismerési eljárásokkal és a klaszteranalízis módszerei további lehetőségeket biztosítanak. Időközben a számítástudomány fejlődése az algoritmuselméletek terén, valamint a számítógépes geometria kialakulása is alapvetően megváltoztatta a térképészeti információk kezelhetőségét, egzakt megoldásokat biztosítva, és nem utolsósorban a matematikában is új alapvető eljárások (pl. fraktálok, skálainvariancia stb.) jelentek meg.

## Módszerei

### Területi adatanalízis
Egyes települések, régiók térstatisztika-vizsgálatainak leggyakrabban használt forrásai népszámlálási adatok mellett sok más adatforrást is felhasználhatunk például a választási statisztikákat. A választások gyakorisága aktuálisabb adatállományokat biztosít a népszámlálási adatoknál azonban ezeknél a választási statisztikák felhasználhatóságát alapvetően korlátozzák a legtöbb országban szigorúan szabályozott személyiségi jogok. Sem a népszámlálási adatok, sem a választási statisztikák nagy mennyiségű adata közvetlenül nem biztosít statisztikailag feldolgozható térségi adatokat. A térségi adatok földrajzi lokalizáció lehet egy egy kistérséghez tartozás az uniós NUTS felosztás, de alkalmanként egy-egy postai irányítószám körzete is.
Ahhoz hogy egy térség vizsgálatához megfelelő adatokhoz jussunk faktoranalízist kell a nyers adatokon végezni. A faktoranalízissel a nyers adatok nagy számú változóinak száma redukálható és a korrelációk részben kiszűrhetők. Csak a lényeges változókat lehet a kiértékelésbe bevonni. A faktoranalízist helyesen alkalmazva elérhető, hogy a megfigyelésbe bevont szempontok száma kezelhető legyen, miközben az információ vesztés mértéke még érdemben nem torzítja a kutatási eredményeket.
Másrészt matematikailag a faktorizálást követően kapott egységvektorok ortogonálisak azaz korrelálatlanok. Általában a legnagyobb sajátértékkel rendelkező faktor egyben a legdominánsabb is és a kevésbé fontos faktorok sajátértéke kisebb. A faktoranalízis eredménye nagymértékben függ a megfigyelések mérési távolságától ennek megfelelően kell a feldolgozási eljárást kiválasztani illetve a mérési távolságot definiálni.

### Területi autokorreláció
A térségi autokorreláció a földrajzi térben végzett megfigyelések statisztikai mérésére és azok függőségi mértékének vizsgálatára szolgál. Klasszikus térségi autokorrelációs statisztikai eljárásokat Moran , Geary , és Getis dolgozták ki. Ezek a statisztikai eljárások valamilyen területi súlyozással (súlymátrixszal) dolgoznak. Ez a súlymátrix a szomszédos egységek közötti földrajzi kapcsolatok intenzitását írják le. Mint például a szomszédok közötti távolság, a közös határ hossza vagy valamilyen egyéb osztályozása.
A klasszikus térségi autokorrelációs statisztika a területi súlyt és a  kovarianciát írja le a megfigyelt helyek különböző párjai között. Ha a térségi autokorreláció értéke pozitívabb, mint az egy véletlenszerű megfigyelésből következne, az a terület klaszterezettségét jelenti. Ha a térségi autokorreláció értéke szignifikánsan negatívabb az azt jelenti, hogy a szomszédok értékei között nagyobbak a különbözőségek, mint az egy a sakktáblához hasonlítható szabályos minta alapján elvárható.

### Területi interpoláció
A térségi interpoláció módszereinek segítségével a földrajzi térben ismert megfigyelési helyszínek értékeiből lehet következtetni a nem megfigyelt vagy eleve megfigyelhetetlen helyszínek változóira. Az alapeljárás az inverz távolság súlyozásán alapul. Lényege, hogy egy súlyozott átlagértéket kell rendelni minden ismert ponthoz, amely azok egymástól való távolságával fordítottan arányos. Ennek a módszernek továbbfejlesztett változata a krigelés. A krigelés különböző változatai a távolságon túl további szisztematikus és véletlenszerű komponenseket is figyelembe vesznek. Segítségével hibabecslésre és egy feltételezett burkológörbe optimális meghatározására is van lehetőség, amit aztán be lehet illeszteni a területi mintákhoz.

### Területi regresszió
A térségi regressziós eljárások a regressziószámítás segítségével a területi függőségekre koncentrál. A vizsgálat során a helyszínt, körzetet, térséget meg lehet adni földrajzi koordinátákkal, vagy egy távolsággal. Az eljárás nem veszi figyelembe az olyan statisztikai problémákat, mint a nem kellően stabil paraméterek, a megbízhatatlan szignifikancia tesztek. Az alkalmazott speciális technikáktól függően a térségi függőség a regressziós modellben mint független és függő változók közötti összefüggések, vagy azoknak a hibafeltételei jelennek meg. A földrajzilag súlyozott regresszió a társadalomtudományi kutatások egyik legelterjedtebb matematikai módszere.

### Területi kölcsönhatás-vizsgálat
A térségi kölcsönhatás-vizsgálat gravitációs modellje a különböző földrajzi helyek közötti áramlásokat (lakosságmozgás, kereskedelmi irányok, információáramlás stb.) igyekszik megbecsülni. Az általa vizsgált faktorok lehetnek az elsődleges mozgatóerők mint például: az ingázók száma egy agglomerációban, célterület vonzó ereje pl. egy város irodaházakkal való ellátottsága, vagy a különböző területek, helységek szomszédsági viszonyai mint például az utazási távolságok, utazási idők stb. A különböző területek topológiai viszonyait vizsgálva gyakran egyedi és ellentmondó faktorokat is figyelembe kell venni. 
A kapcsolatok formáinak meghatározást követően az analízisnél a felállított modell paramétereinek, az adatáramlásnak a becslésére, szabványos becslési módszereket használnak mint például legkisebb négyzetek módszere, vagy a maximum likelihood módszer.

### Területi klaszterelemzés
A klaszterelemzés dimenziócsökkentő eljárás, amellyel adattömböket lehet homogén csoportokba sorolni. Matematikailag a csoportosítás alapját különböző távolság- vagy hasonlóságmértékek képezik. Ezeket a csoportokat nevezik klasztereknek. A különböző mértékegységekkel mért mutatószámokból adódó torzítóhatás kiküszöbölésére az eljárásban a változók standardizált értékével kell dolgozni, a standardizálás „dimenziótlanítja”, azonos jellegűvé alakítja az egyes változókat.
Térségi kutatásokban a klaszterek kialakításában gyakran használt eljárás a központosítás. Ilyenkor az első szinten két-két egymáshoz legközelebb eső pontból kialakítanak egy-egy klasztert (ez lehet a két pont súlyozott közepe), majd az így kialakított klasztereket önálló pontoknak tekintve lehet folytatni az eljárást. Ezt tetszőleges {\displaystyle n} lépésben lehet folytatni. Így egy {\displaystyle (n-1)*(n-1)} távolságmátrix alakul ki. Az átlagolások mélységének nincs matematikailag indokolt mélysége, az a kutató elhatározásának függvénye.
Az eljárás legismertebb magyarországi alkalmazása Beluszky Pál és Sikos T. Tamás 1982-ben végzett kutatásából ismert. Ez a vizsgálat 27 kiinduló kritériumból kiindulva végezte el 3134 magyar település típusba sorolását a térségi klaszterelemzés módszerét használva. Végkövetkeztetésként a szerzők hét nagyobb magyar falutípust határoztak meg. A két kutató 2007-ben, 25 évvel később, azonos módszerekkel megismételte a kutatását. Az azonos módszerrel megismételt kutatás eredményei rendkívül értékesek. Jól mutatják Magyarország átalakulását a rendszerváltást követő években.

### Monte-Carlo módszer
Az adathiányos környezetben gyakran használt matematikai szimulációs módszer. Lényege, hogy valamilyen hipotézis alapján kidolgozott valószínűség-eloszlásnak megfelelően véletlenszerűen rendelnek a vizsgált területi egységekhez a feltételezett eloszlást követő értékeket. A véletlenszerű hozzárendelést kellő számban ismételve kapott értékek lehetővé teszik a statisztikai elemzéseket. A módszer igen hatásos különböző hálózatok (út, energiaellátás, közútfejlesztés, stb.) tervezésekor, amennyiben a meglévő hálózat eloszlása jól leírható valamilyen eloszlásfüggvénnyel.

### Shift-share analízis
Területi sajátosságok, egyes régiók, társadalmi és/vagy gazdasági súlyának a vizsgálatára kidolgozott módszer. Nem igényel bonyolult matematikai eljárásokat, de számításigényes. Ezért csak a számítógépek elterjedését követően vált népszerűvé. A vizsgálat végzéséhez a vizsgált időintervallum kezdeti és végpontjában szükség van a vizsgát terület (pl. kistérség) és az azt magában foglaló referencia terület (ország) adataira is. Klasszikus közgazdasági megfogalmazásban területi és ágazati bontású adatokra, de demográfiai, településszerkezeti vizsgálatokra is használják.

## Geográfiai információs rendszer
Általánosságban rendelkezésre állnak térségi statisztikai felmérések és kiadványok. Ezeknek a kiadványoknak az adattáblázatait nevezik a térstatisztikában földrajzi adatmátrixoknak. Ma már ezek az adattáblázatok rendkívül nagyok is lehetnek. (Például a választási statisztikák települések szerinti adatai.) Ezért sok-sok kisebb mátrixot (táblát) magában foglaló relációs adatbázisokról érdemes beszélni. Ezek a relációs adatbázisok alkotják a geográfiai információs rendszereket.
Klasszikus esetben egy-egy ilyen földrajzi adatmátrix (tábla) sorai egy-egy települést határoznak meg az oszlopok pedig a településekhez (területi egységekhez) tartozó különböző jellemző értékeket. A sorok és azok összehasonlítása a térszerkezetet, az oszlopok pedig a különböző jelenségek térségi mérésének a kiinduló pontjait határozzák meg. (Például a fenti példában ezek lehetnek a leadott szavazatok pártok szerinti értékei.) Ezeket felhasználva lehet egzakt matematikai statisztikai módszereket használva összehasonlító vizsgálatokat végezni. Asszociációkat, korrelációt, esetleges együttmozgásokat, vagy elkülönüléseket keresni.

## Térstatisztikai kutatások Magyarországon

### MTA Regionális Tudományos Bizottsága
A Magyar Tudományos Akadémia 1986-ban hozta létre az MTA Regionális Tudományos Bizottságát. Ennek a szervezetnek a feladata a magyarországi regionális kutatások irányítása, szervezése. A kutatások az MTA Közgazdaság- és Regionális Tudományi Kutatóközpont Regionális Kutatások Intézetében folynak. Az intézetnek 4 területi Tudományos osztálya van Budapesten, Győrött, Békéscsabán és Pécsett. Az MTA Regionális Tudományos Bizottsága hat a regionális kutatásokhoz kapcsolódó albizottságból áll, ezek egyike a térstatisztika módszerekért felelős a Kutatásmódszertani albizottság, melynek elnöke: Nemes-Nagy József.

### Magyar Regionális Tudományi Társaság
A Magyar Regionális Tudományi Társaság alapítását 2002. február 21-én határozták el az MTA Regionális Tudományos Bizottság tagjai. A Magyar Regionális Tudományi Társaság az Európai Regionális Tudományi Társaság (ERSA) magyar tagozata. Egy független civil szervezet, amely a területi kutatással, fejlesztéssel, irányítással foglalkozó szakembereket fogja össze. A szerteágazó regionális kutatások számára fontos a leíró kutatások mellett a tudományos analízishez szükséges statisztikai módszerek, használata és fejlesztése is.

### Egyetemek
A regionális kutatások térstatisztikai módszerek kutatásának és oktatásának központja az ELTE Regionális Földrajzi Tanszéke. 
Nemes-Nagy József tanszékvezető professzor vezetésével Regionális elemzési módszerek elnevezéssel doktori iskola működik és ezen belül térelméleti és módszertani kutatások folynak. A tanszék oktatási és kutatási területéhez tartoznak a vonzásviszonyok és térkapcsolatok elméleti modellezése és empirikus vizsgálata is.
Jelentősebb térstatisztikai kutatások folynak még a Szent István Egyetem Gazdasági Elemzések Tanszékén Dusek Tamás vezetésével.

### Tudományos folyóiratok
Térstatisztikai tudományos publikációk két magyar tudományos folyóiratban jelennek meg:
- az MTA KRTK Regionális Kutatások Intézetének 1987-ben alapított, negyedévenként megjelenő Tér és Társadalom tudományos folyóiratában. (Főszerkesztő: Györgyi Barta)
- a Központi Statisztikai Hivatal kiadásában kéthavonta, minden páratlan hónap végén megjelenő Területi Statisztika és az évente két alkalommal angol nyelven megjelenő Regional Statistics. (Főszerkesztő Dr. Tóth Géza)